# İkinci Qaradəmirçi
İkinci Qaradəmirçi è un comune dell'Azerbaigian situato nel distretto di Bərdə. Conta una popolazione di 385 abitanti.